# Hans Büsing
Hans Büsing (* 11. Februar 1880 in Schwerin; † 20. Juli 1941 in Asunción) war ein deutscher Diplomat.

## Leben
Hans Büsing studierte an der Eberhard Karls Universität Rechtswissenschaften. 1899 wurde er im Corps Suevia Tübingen recipiert. Als Inaktiver wechselte er an die heimatliche Universität Rostock. Dort wurde er 1903 zum Dr. iur. promoviert. Er begann seine berufliche Laufbahn im Justizdienst, wechselte aber nach kurzer Zeit in den diplomatischen Dienst. 1911 wurde ihm die Leitung des Generalkonsulats in London, 1912 in Kapstadt und 1913 in Monrovia übertragen. Im Ersten Weltkrieg war er aktiver Soldat, bevor er 1915 Generalkonsul in Esbjerg, 1916 in Christiania und 1917 in Stockholm wurde. 1918 kehrte er als Legationsrat und ständiger Hilfsarbeiter ins Auswärtige Amt nach Berlin zurück. 1923 wurde er Generalkonsul für Australien, Tasmanien, Neuseeland und die Fidschiinseln, seit 1924 mit Sitz in Melbourne und seit 1928 in Sydney. 1929 wurde er zum Generalkonsul I. Klasse befördert. 1932–1935 war Büsing deutscher Gesandter in Finnland und von 1937 bis zu seinem Tod deutscher Gesandter in Paraguay.